# Trosa sommarteater

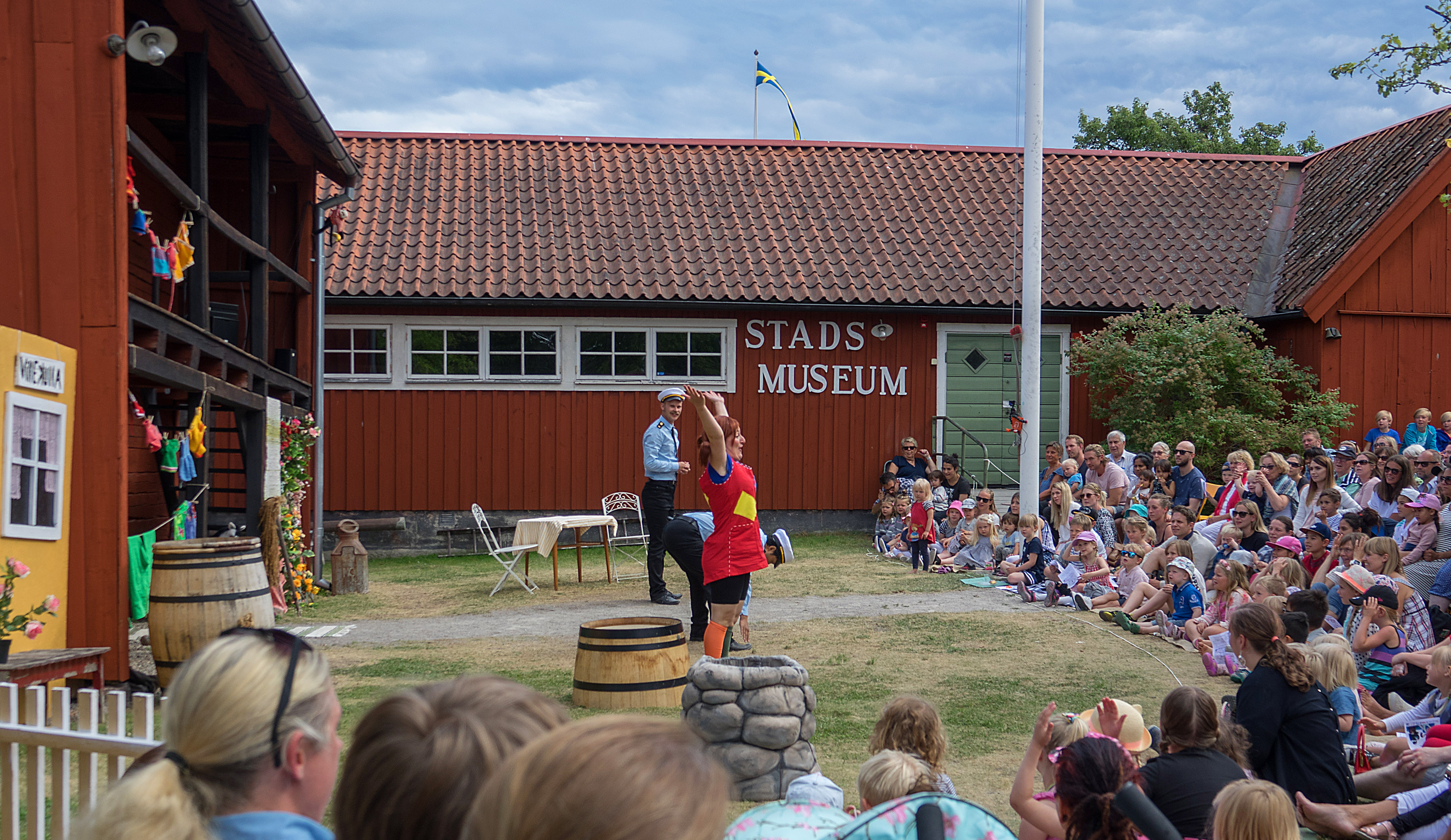
Pippi Långstrump på de sju haven på Trosa sommarteater 2017

Trosa sommarteater startades sommaren 2016 på Garvaregården i Trosa av Josephine Betschart.

## Föreställningar
| År   | Föreställning                            | Av                                                                           | Regi                |
| ---- | ---------------------------------------- | ---------------------------------------------------------------------------- | ------------------- |
| 2016 | Folk och rövare i Kamomilla stad         | Thorbjørn Egner                                                              | Josephine Betschart |
| 2016 | Missförstånd på Garvaregränd             | Manus & sångtexter: Boby Almroth & Josephine Betschart Musik: Oscar schillen | Josephine Betschart |
| 2017 | Pippi på de sju haven                    | Astrid Lindgren                                                              | Josephine Betschart |
| 2018 | Karlsson på taket                        | Astrid Lindgren                                                              | Josephine Betschart |
| 2019 | Peter Pan – äventyret i Aldrignånsinland | Manus & musik av Boby Almroth& Josephine Betschart                           | Josephine Betschart |